# ۱۸ شوال
۱۸ شوال، هجدهمین روز از ماه شوال در تقویم هجری قمری است.
در تقویم هجری قمری قراردادی این روز دویست و هشتاد و چهارمین روز سال است.

## درگذشتگان
- ۱۳۹۶ - جمیل صلیبا، فیلسوف و ادیب سوری - لبنانی.